# 23-as busz (Kazincbarcika)
A kazincbarcikai 23-as (1999-ig 23A) jelzésű autóbuszvonal az Autóbusz-állomás, a Mátyás király út és a Szent Flórián tér között húzódott, amelyet a Volánbusz Zrt. üzemeltetett.

## Története
A kazincbarcikai tömegközlekedés fellendülésére a városi tanács 1978-ban 23A jelzéssel autóbuszvonalat indított a város kettő autóbusz-állomása között, az Egressy Béni út végi és a Borsodi Vegyi Kombinát dolgozóit kiszolgáló területek között. Több buszvonaltól annyiban tért el, hogy a Szabó Lajos úton (mai Mátyás király út) közlekedett.
Időközben a 23-as busznak további mellékvonalai jelentek meg, az eredeti vonal először a BVK-hoz köthető PVC gyárig, majd a Bányagépjavítóig, 23A jelzéssel csak a BVK-ig, 23B jelzéssel szintén a Bányagépjavítóig közlekedtek az autóbuszok.
1999-ben súlyos csapás érte a helyi tömegközlekedést, hiszen Berente levált Kazincbarcikáról, így a BorsodChem több részlegén túl már regionális közlekedés volt jelen. Ennek keretében megszűnt a 23A és 23B járat, a 23-as jelű busz vette át a 23A helyét, a Vájár utcától közlekedő 42-es pedig szintén csak a Szent Flórián térig közlekedett.
Időközben míg az igények csökkenése következett be, addig a Mátyás király úton stabilan jelen voltak a 23-as buszok, a 42-es buszokkal együtt rendszeresebben csak ezek járták az egykori kazincbarcikai strand vidékét. A következő lépcső a Volánbusz 2020 júliusában esedékes térségi menetrendreformhoz köthető, 3766-os és 3767-es számmal Miskolcról közlekedő, gyorsított autóbuszok jelentek meg.
2024. január 1-től önkormányzati döntés alapján a jövőben a város tömegközlekedésének nagyrészét helyközi autóbuszok végzik. A változás a 23-as buszvonalat (valamint a 42-est) is érintette oly módon, hogy azt megszűntették, helyette a 4046-os buszt hozták létre, mely a buszállomásról indulva kitérést tesz a Vájár utcáig, majd a Mátyás király úton közlekedik Berente felé.

## Útvonala
| Autóbusz-állomás – Mátyás király út – Szent Flórián tér                                                          | Ellentétes irányban a 3766-os és 3767-es és a 4066-os autóbuszok közlekednek. |
| --- | ----------------------------------------------------------------------------- |
| Autóbusz-állomás ➝ Mátyás király út ➝ Jószerencsét út ➝ Irinyi János utca ➝ Szent Flórián tér autóbusz-váróterem | Ellentétes irányban a 3766-os és 3767-es és a 4066-os autóbuszok közlekednek. |

## Közlekedése
Indítása kizárólag tanítási napokon történt kiegészítő járatként a reggeli órákban. Visszirányú indítás már nem történt.
| Viszonylat                           | Indításszám | Közlekedési rend |
| ------------------------------------ | ----------- | ---------------- |
| Autóbusz-állomás – Szent Flórián tér | 1 oda       | tanítási napokon |

### Járművek
Az indításokat legtöbbször Credo Econell 12 autóbusz végezte, de fellelhető volt Credo EN 9,5 városi busz és utolsó időszakjában Credo Econell 18 Next csuklósbusz is (jelenleg is ilyen közlekedik a helyijáratok helyett 4046-os buszként).

## Megállóhelyei
| 0 | Autóbusz-állomás végállomás                     | 0.0 km | 0 | 3, 3B, 4, 4B, 4C, 9 1054 3408, 3756, 3763, 3764, 3765, 3766, 3767, 3770, 3772, 3773, 4040, 4041, 4047, 4048, 4050, 4052, 4057, 4059, 4060, 4065, 4066, 4069, 4070, 4075, 4080, 4082, 4083, 4084, 4154                                                     |
| 1 | Árpád fejedelem tér                             | 0.7 km | 2 | 42 3766, 3767, 4048, 4066 |
| 2 | Strandfürdő                                     | 1.1 km | 4 | 42 3766, 3767, 4048, 4066 |
| 3 | Mátyás király út                                | 1.6 km | 5 | 42 3766, 3767, 4048, 4066, 4067 |
| 4 | Temető                                          | 2.2 km | 6 | 42 3756, 3763, 3764, 3765, 3766, 3767, 3770, 3772, 3773, 4040, 4041, 4044, 4047, 4048, 4050, 4052, 4059, 4063, 4065, 4066, 4067, 4069, 4070, 4075, 4080, 4082, 4083, 4084                                                                                 |
| 5 | Szent Flórián tér autóbusz-váróterem végállomás | 3.2 km | 7 | 1054, 1369, 1384, 1410, 1411 3756, 3763, 3764, 3765, 3766, 3767, 3769, 3770, 3772, 3773, 4040, 4041, 4043, 4044, 4045, 4047, 4048, 4050, 4052, 4058, 4059, 4061, 4062, 4063, 4065, 4066, 4067, 4069, 4070, 4075, 4079, 4080, 4081, 4082, 4083, 4084, 4194 |